# Салгаду, Плиниу
Пли́ниу Салга́ду (порт. Plínio Salgado, 22 января 1895, Сан-Бенту-ду-Сапукаи, Сан-Паулу, Бразилия — 8 декабря 1975, Сан-Паулу, Бразилия) — бразильский журналист, философ и политик, основатель и бессменный лидер бразильского ультраправого политического движения, известного как интегрализм.

## Биография
Плиниу Салгаду родился в городе Сан-Бенту-ду-Сапукаи в штате Сан-Паулу. Уже в 20 лет он основал собственную газету «Correio de São Bento» («Курьер Сан-Бенту») и принимал активное участие в политической журналистике.
В 1920 году Салгаду переехал в Сан-Паулу, где скоро приобрёл известность как журналист и писатель. Придерживался модернистского движения в литературе. Принимал участие в Неделе современного искусства в Сан-Паулу в 1922 году. Был членом Литературной академии штата Сан-Паулу.
После посещения фашистской Италии в 1930 году Салгаду загорелся идеей основать фашистское движение в Бразилии. В 1933 году им было основано Бразильское интегралистское движение (AIB), продвигавшее идеи фашизма, национализма и боровшееся против коммунизма и либерализма. Позже это движение превратилось в политическую партию. В 1938 году Салгаду предпринял попытку государственного переворота, но потерпел неудачу и был выслан из страны в Португалию.
Салгаду смог вернуться на родину только в 1945 году, после падения режима Варгаса и демократизации Бразилии. В 1946 году им была основана Партия народного представительства (PRP). Позже Салгаду дважды избирался на пост федерального депутата (от штатов Парана в 1959 году и Сан-Паулу в 1962 году) от этой партии. В 1955 году Салгаду выставлял свою кандидатуру на выборы президента Бразилии, но проиграл, получив лишь 8 % голосов.
После военного переворота 1964 года и запрещения деятельности политических партий Салгаду присоединился к правящему Альянсу национального возрождения (ARENA) и вновь был дважды избран депутатом в 1966 и 1970 годах.
В 1974 году Салгаду ушёл из политики и умер в следующем году. Похоронен на кладбище Морумби в Сан-Паулу.